# 이엔피게임즈
이엔피게임즈(ENPGAMES)는 대한민국 게임 퍼블리싱 업체로 온라인, 모바일, 웹 게임 등 다양한 게임을 게임 포털 푸푸게임(PUPUGAME)을 통해서 서비스하는 업체이다.
2012년 9월 설립 후 2013년부터 대협전, 진미인, 몽환지성 등 다양한 웹게임을 전문적으로 퍼블리싱하며 성장했고, 2014년에는 다양한 게임 채널링 사업, 모바일 게임 런칭을 시작
2017년 "반지" 모바일을 필두로 사업 방향을 넓히고 있다.

## 연혁
※ 주식회사 이엔피게임즈 연혁

### 2019년
- 05월
  - 인디게임 개발사 인디조이 글로벌 퍼블리싱 계약 체결
  - 방치형 모바일 RPG ‘머지 히어로즈’ 리뉴얼 출시
- 04월
  - ‘가필드’ IP 글로벌 퍼블리싱 및 개발 독점 계약 체결
  - ‘반지’, 서비스 2주년 기념한 ‘감2+2제’ 진행
- 03월
  - "벽돌깨기 마스터: 볼베이더2" 구글 글로벌 피처드 선정
- 02월
  - 퍼즐게임 '쥬얼 팰리스’ 구글플레이 144개국 글로벌 출시
  - 버블버블팝, 버블 슈팅 게임 144개국 글로벌 출시
  - 매치3 모바일 퍼즐게임 '캔디홀릭' iOS 글로벌 오픈
  - '볼베이더 맥스' 글로벌 144개 국가 오픈
- 01월
  - 퍼즐게임 ‘쥬얼스 팰리스’ 앱스토어 155개국 글로벌 출시
  - 반지:Age Of Ring 원스토어 출시

### 2018년
- 12월
  - 초고속 퍼블릭 블록체인 QuarkChain과 MOU 체결
  - 매치3 모바일 퍼즐게임 ‘푸드팝’ 143개국 정식 오픈
  - 매치3 모바일 퍼즐게임 ‘캔디홀릭’ 글로벌 오픈
- 11월
  - 모바일 게임 ‘벽돌깨기 마스터 : 볼 베이더’ 글로벌 정식 런칭
- 09월
  - ‘반지’, 추석 맞이 프로모션 및 업데이트 실시
- 08월
  - ‘반지’, 광복절맞이 슈퍼위크 이벤트 개시
- 07월
  - ‘반지’, 글로벌 인기작 ‘베르세르크’와 콜라보 진행
  - 모바일 게임 ‘벽돌깨기 마스터 : 볼 베이더’ 글로벌 소프트 런칭
  - 매치3 모바일 퍼즐게임 ‘쥬얼판타지’ 구글 피처드 선정
- 06월
  - 매치3 모바일 퍼즐게임 ‘푸드버스트’ 구글 피처드 선정
- 05월
  - 모바일 캐주얼 게임 '푸드버스트', '쥬얼어드벤처' 글로벌 AOS, iOS 서비스 오픈
- 04월
  - 모바일 MMORPG ‘반지’, 1주년 맞이 대규모 업데이트 앞두고 사전예약 실시
- 03월
  - 블록체인 전문기업 '웨이투빗'과 업무협약 체결
  - 캐주얼 모바일게임 전문 개발사 'V2R'과 업무협약 체결
- 02월
  - 이엔피게임즈 모바일 MMORPG ‘IRIS M’ 동남아 6개국 구글 피처드 선정
- 01월
  - 2018년 ENP GAMES “반지” 아이린과 함께한 유저 초청회 진행

### 2017년
- 12월
  - 완전한 판타지! 모바일 MMORPG "반지:Age Of Ring" 구글 Google Play 2017 올해를 빛낸 대중적인 게임 선정
- 10월
  - 받아라 1초에 100발! 궁극의! 맨손 액션, "세인트세이야 모바일" 서비스 오픈

- 08월
  - 모바일 MMORPG "아이리스M" 글로벌 출시
- 06월
  - 모바일 소셜 카지노게임 "WBT (World Blackjack Tournament)" 글로벌 서비스판권 계약 체결
  - 일본 유명만화 세인트세이야 기반 모바일 MMORPG 한국 서비스 계약
  - 모바일 소셜 카지노게임 "WBT (World Blackjack Tournament)" 글로벌 출시

- 04월
  - 완전한 판타지! 모바일 MMORPG "반지:Age Of Ring" AOS,iOS 서비스 오픈
  - 오감만족 ARPG "장수온라인" 푸푸게임 채널링 서비스 오픈

- 03월
  - 영원한 힘이 선택한 반지의 주인이 되어라! 모바일 MMORPG "반지:Age Of Ring" 티저사이트 공개

- 01월
  - 모두가 만나는 세계 모바일 MMORPG "테이아" iOS 서비스 오픈
  - 혼이 담긴 액션! 모바일 RPG "더혼" AOS, iOS 서비스 오픈
  - 모바일 MMORPG "반지" 국내 퍼블리싱 계약

### 2016년
- 12월
  - 구글 선정 "2016년 올해를 빛낸 핫이슈 게임"에 "블레이블루" 우수상 수상
  - 혼이 담긴 액션! 모바일 RPG "더혼" 원스토어 서비스 오픈

- 11월
  - 일탈 액션 RPG "구원 온라인" 네이트게임 채널링 서비스 오픈
  - 혼이 담긴 액션 모바일 RPG "더 혼" CBT 실시
  - "일자리창출 우수기업" 인증
  - 벤처활성화 유공포상 "중소기업청장" 수상

- 10월
  - 웹게임 그 이상의 뮤, 웹 RPG "뮤 이그니션" 푸푸게임 채널링 실시

- 09월
  - 실시간 전략게임 "백만대군" 푸푸게임 채널링 서비스 오픈
  - 모바일 대전 격투게임 "블레이블루" 상용화

- 08월
  - 모바일 클릭커 RPG "공주님 나가신다", 유럽, 북미, 아시아권 국가 정식 서비스 시작
  - 모바일 대전 격투게임 "블레이블루" CBT 실시
  - 일탈 액션 RPG "구원 온라인" 이관 서비스 시작
  - 실시간 전략게임 "백만대군" 푸푸게임 채널링 CBT 실시

- 07월
  - 모바일 클릭커 RPG "공주님 나가신다", 글로벌 소프트 런칭
  - 일본 현지법인 브라이브, 웹MMORPG "월화미인" 일본 게임온(피망) 채널링 오픈

- 06월
  - 모두가 만나는 세계 모바일 MMORPG "테이아" 상용화
  - 차세대 모바일 FPS "히든포스" 상용화
  - RPG의 새로운 시작, FRPG "블레이블루" 티저사이트 공개
  - 일본 현지 법인 <브라이브> 웹 MMORPG "월화미인" 상용화

- 05월
  - 2016 ENPGAMES 비전 발표회 "ENDLESS DAY" 진행
  - 차세대 모바일 FPS "히든포스" CBT 실시
  - 모두가 만나는 세계 모바일 MMORPG "테이아" CBT 실시
  - 일탈로망 RPG "구원 온라인" 푸푸게임 채널링 서비스 오픈
  - 완전무결 RPG "MOST" 푸푸게임 채널링 서비스 오픈
  - 중세유럽 3D RPG "어그로" 푸푸게임 채널링 서비스 오픈
  - 일본 현지 법인 <브라이브> 웹 MMORPG "월화미인" CBT 실시

- 04월
  - 카발IP로 제작, 당신이 기억하는 RPG "극한 온라인" 상용화
  - 차세대 FPS의 포스! 모바일 FPS "히든포스" 티저사이트 공개

- 03월
  - 실시간 탁구 대전 모바일게임 "역전! 맞짱탁구 K for kakao" AOS 서비스 이관 및 iOS 서비스 오픈
  - 왕권쟁탈 RPG "패왕전"푸푸게임 채널링 서비스 오픈
  - 익스트림 액션 RPG "극한" CBT 실시

- 02월
  - 일본 현지 법인 <브라이브> 판타지 RPG "World End Fantasy" 게소텐 및 피망 GAMEON 채널링 제휴

- 01월
  - 감성 3D 웹 RPG "운중가 온라인" 푸푸게임 채널링 서비스 오픈
  - 정통 판타지 RPG "로그:수호자의광시곡" 푸푸게임 채널링 서비스 오픈
  - 일본 현지 법인 <브라이브> 판타지 RPG "World End Fantasy" CBT 실시 및 상용화

### 2015년
- 12월
  - 무협 웹 MMORPG "구마 온라인" 푸푸게임 채널링 서비스 오픈
  - 카발 IP 웹 MMORPG "극한" 국내 퍼블리싱 계약 및 홈페이지 오픈
  - 초대형 블록버스터 모바일 MMORPG "크로우" IOS 서비스 오픈
  - 푸푸게임, 줌인터넷의 <줌닷컴>과 게임 포탈 서비스 제휴
  - 세가퍼블리싱코리아의 MMORPG "세인트세이야 온라인" 푸푸게임 채널링 서비스 오픈
  - 일본 현지 법인 <브라이브> 판타지 RPG "World End Fantasy" 홈페이지 오픈

- 11월
  - 역전! 맞짱탁구 LIVE for kakao 카카오톡 런칭 및 구글플레이 서비스 오픈
  - 웹 전략게임 "대황제" 푸푸게임 채널링 서비스 오픈

- 10월
  - 독보적 스케일의 3D MMORPG "대물 온라인" 상용화
  - 초대형 블록버스터 모바일 MMORPG "크로우" 구글플레이 서비스 오픈
  - 신들의 전쟁 MMORPG "판테온 온라인" 푸푸게임 채널링 서비스 오픈

- 09월
  - 독보적 스케일의 3D MMORPG "대물 온라인" CBT
  - 모바일 RPG "명장의조건" 2차 CBT 실시 및 상용화
  - 캐쥬얼 스포츠 모바일 게임 "역전! 맞짱탁구 LIVE for Kakao" 티저사이트 공개
  - 초대형 블록버스터 모바일 MMORPG "크로우" CBT 사전 모집

- 08월
  - 독보적 스케일의 3D MMORPG "대물 온라인" 홈페이지 공개
  - 웹전략 시뮬레이션 "굿게임 엠파이어" 사업 제휴

- 07월
  - 드래곤네스트, 뉴 던전스트라이커 서비스 이관
  - 3D 웹 MMORPG "대물 온라인" 티저사이트 공개
  - 초대형 블록버스터 모바일 MMORPG "크로우" 티저사이트 공개
  - 모바일게임사 "아자게임즈" 인수 및 100% 자회사 편입

- 06월
  - 일본 현지법인 주식회사 브라이브(株式会社ブライブ) 설립
  - "드래곤네스트", "뉴 던전스트라이커" 국내 서비스 제휴 계약 체결
  - 모바일 RPG "명장의조건" CBT 실시
  - 3D 웹 MMORPG "EK온라인:영원한제국" 푸푸게임 채널링 서비스 오픈

- 05월
  - 오리엔탈 무협 MMORPG “이색“ CBT
  - 3D 웹 MMORPG ‘불사조 온라인' 푸푸게임 채널링 서비스 오픈
  - 웹 MMORPG ‘전장의군주' 푸푸게임 채널링 서비스 오픈

- 04월
  - 푸푸게임, 포털 사이트 네이트(NATE) 게임 입점

- 03월
  - 무협 웹 MMORPG “만세“ CBT 및 상용화

- 02월
  - 무협 웹 MMORPG ”新풍운”, 녹스 및 아이엠아이 채널링 제휴
  - 모바일 퍼즐대전 "마법의 매직", N스토어 서비스 오픈

### 2014년
- 12월
  - 이스트소프트와 전략적 사업제휴 (MOU) 체결

- 11월
  - 3D 웹 MMORPG "시공전쟁" CBT 및 상용화
  - 모바일 퍼즐대전 "마법의 매직" 2차 CBT 실시
  - 모바일 퍼즐대전 "마법의 매직" 카카오톡 런칭 및 구글플레이 서비스 오픈

- 10월
  - 모바일 MMORPG "신선해" 앱스토어 서비스 오픈

- 09월
  - 전략형 RTS게임 "삼국의군주" CBT 및 상용화
  - 모바일 퍼즐대전 "마법의 매직" CBT 실시
  - 3D 웹 MMORPG "시공전쟁" 티저사이트 공개

- 08월
  - 모바일 MMORPG "신선해" 카카오톡 런칭 및 구글플레이 서비스 오픈
  - 전략형 RTS게임 "삼국의군주" 공식 사이트 오픈

- 07월
  - 무협 웹 MMORPG “新풍운“ CBT 및 상용화
  - 모바일 전략게임 "무림강호" 앱스토어 서비스 오픈

- 06월
  - 여신 RPG “여신연맹“ CBT 및 상용화
  - 무협 웹 MMORPG “新풍운“ 티저사이트 공개
  - 전략 시뮬레이션 게임 1종 한국 퍼블리싱 계약 체결

- 05월
  - 판타지 웹 RPG 1종 한국 퍼블리싱 계약 체결
  - 무협 웹 MMORPG ”新풍운” 한국 퍼블리싱 계약 체결

- 04월
  - 정통 웹 RPG “용문전” CBT 및 상용화
  - 모바일 전략게임 "무림강호" 구글플레이 서비스 오픈

- 03월
  - 모바일 전략게임 "무림강호" N스토어 및 T스토어 서비스 오픈
  - 무협 횡스크롤 웹MMORPG “제천대성” CBT 및 상용화

- 02월
  - 오리엔탈 MMORPG “사육신 온라인” 푸푸게임 채널링 서비스 오픈

- 01월
  - SF 웹 전략게임 "컨커x2" 푸푸게임 채널링 서비스 오픈
  - 리얼 골프게임 "샷 온라인" 국내 채널링 제휴 계약 체결 및 서비스 오픈

### 2013년
- 12월
  - 오리엔탈 판타지 횡스크롤 웹RPG “제마”, 다음커뮤니케이션과 채널링 제휴
  - 오리엔탈 판타지 횡스크롤 웹RPG “제마” CBT 및 상용화
  - SF 웹 전략게임 “컨커x2”, 국내 채널링 제휴 계약 체결
  - 무협 모바일RPG 1종, 한국 퍼블리싱 계약 체결
  - 무협 웹MMORPG 1종, 한국 퍼블리싱 계약 체결
  - 정통 웹MMORPG 1종, 한국 퍼블리싱 계약 체결

- 11월
  - 정통 웹MMORPG “천신전”, 네오위즈게임즈와 채널링 제휴

- 10월
  - 정통 웹MMORPG “천신전”, 다음커뮤니케이션과 채널링 제휴
  - 정통 웹MMORPG "천신전" CBT 및 상용화

- 08월
  - 액션 웹MMORPG “무장쟁패”, 다음커뮤니케이션과 채널링 제휴
  - 액션 웹MMORPG "무장쟁패" CBT 및 상용화

- 07월
  - 무협 횡스크롤 웹MMORPG “용투”, 다음커뮤니케이션과 채널링 제휴
  - 무협 횡스크롤 웹MMORPG "용투" CBT 및 상용화

- 05월
  - 판타지 웹MMORPG “몽환지성”, 다음커뮤니케이션과 채널링 제휴
  - 판타지 웹MMORPG "몽환지성" CBT 및 상용화

- 04월
  - 정통 웹MMORPG “진미인”, 다음커뮤니케이션과 채널링 제휴
  - 정통 웹MMORPG "진미인" 상용화

- 03월
  - 무협 웹 전략게임 "대협전" 상용화
  - 정통 웹MMORPG "진미인" CBT

- 02월
  - 무협 웹 전략게임 "대협전" CBT

- 01월
  - 무협 웹 전략게임 "대협전" 티저사이트 공개

### 2012년
- 12월
  - 정통 웹 MMORPG “진미인” 한국 퍼블리싱 계약 체결
  - 벤처기업 확인(인증) 획득

- 11월
  - 오리엔탈 판타지 횡스크롤 웹RPG “제마”, 한국 퍼블리싱 계약 체결
  - 판타지 웹MMORPG “몽환지성”, 한국 퍼블리싱 계약 체결
  - 무협 웹 전략게임 "대협전(중문:협의수호지)" 한국 퍼블리싱 계약 체결

- 10월
  - 중국 최대 웹게임 퍼블리셔 <37wan>과 투자유치 계약 체결

- 09월
  - (주)이엔피게임즈 설립

## 게임

### 현재 서비스 중인 게임

#### PC 플랫폼
※ 클라이언트 / 웹게임
- 삼국의군주
- 이색
- 천신전
- 판테온
- 드래곤네스트

#### 모바일 플랫폼
- 반지:Age Of Ring

### 서비스 종료 게임

#### PC 플랫폼
- 제마
- 대협전
- 몽환지성
- 용문전
- 만세
- 진미인
- 시공전쟁
- 극한
- 구원온라인
- 대물온라인
- 新풍운

#### 모바일 플랫폼
- 신선해
- 마법의매직
- 히든포스
- 공주님이 나가신다
- 블레이블루
- 역전!맞짱탁구K
- 세인트세이야 모바일
- 월드블랙 잭 토너먼트"WBT"
- 더혼
- 테이아
- 크로우
- 명장의조건
- 코인퍼즐

## 자회사 및 협력사

### 파트너사
- 37WAN, 카카오게임즈, 네이버(주), 네오위즈, SK커뮤니케이션즈, 아이덴티티게임즈, 아이템베이, 엠게임, 아이엠아이, 제이앤피게임즈, 웹젠, 와일드스톤, 팡스카이, 브리디아 스마트, 에이소드게임즈, 88게임즈, 사이펀, 포빌리티, 세시소프트, 시냅스게임즈, LG U+, 코어IMC, 다우기술,Mokylin Group Co,.Ltd CHINA, YOUZU Interactive CO., LTD., 777hai.net, aoshitang.com, Youxi.com, GAMEWAVE, 掌将网络, LEDO Interactive Co.,Ltd, 91Act, SHANGHAI MOKY KUN TECH CO.,LTD, Jiangsu Aurora Network Technology Co.,Ltd.